# Казачкинское муниципальное образование
Казачкинское муниципальное образование — сельское поселение в Калининском районе Саратовской области Российской Федерации.
Административный центр — село Казачка.

## История
Статус и границы сельского поселения установлены Законом Саратовской области от 27 декабря 2004 года № 94-ЗСО «О муниципальных образованиях, входящих в состав Калининского муниципального района».

## Население
| 2010  | 2011  | 2012  | 2013  | 2014  | 2015  | 2016  |
| ----- | ----- | ----- | ----- | ----- | ----- | ----- |
| 2321  | ↘2314 | ↘2288 | ↘2243 | ↘2175 | ↘2135 | ↘2099 |
| 2017  | 2018  | 2019  | 2020  | 2021  |       |       |
| ↘2062 | ↘2024 | ↘1997 | ↘1988 | ↘1797 |       |       |

## Состав сельского поселения
| № | Населённый пункт | Тип населённого пункта       | Население |
| - | ---------------- | ---------------------------- | --------- |
| 1 | Казачка          | село, административный центр | ↘1709     |
| 2 | Каменный         | посёлок                      | ↘103      |
| 3 | Роднички         | посёлок                      | 3         |
| 4 | Степное          | посёлок                      | ↘500      |
| 5 | Чихачевка        | деревня                      | 6         |